# 2041 Lancelot
A 2041 Lancelot (ideiglenes jelöléssel 2523 P-L) a Naprendszer kisbolygóövében található aszteroida. Cornelis Johannes van Houten,  Ingrid van Houten-Groeneveld és Tom Gehrels fedezte fel 1960. szeptember 24-én.